# Население Лесото

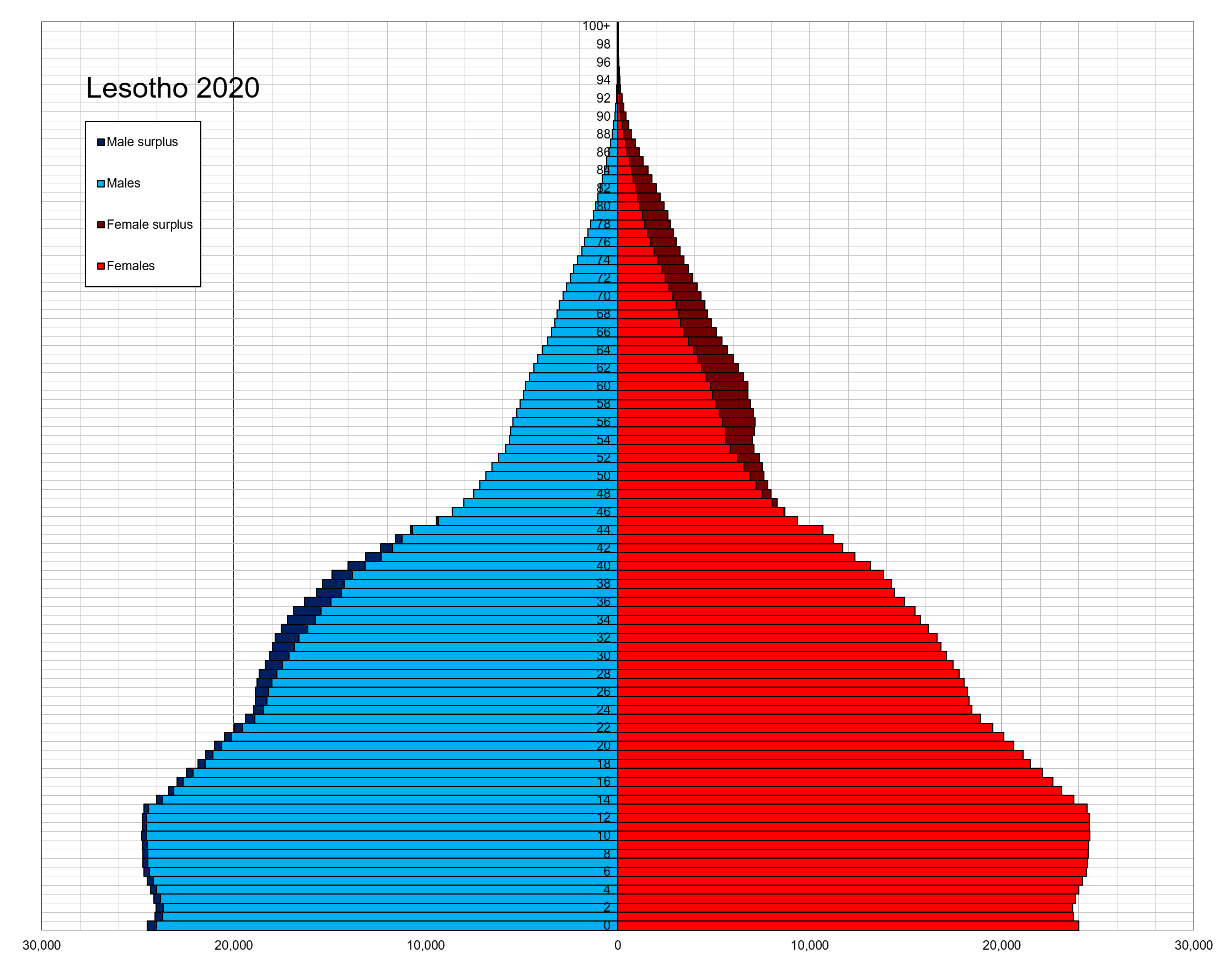
Возрастно-половая пирамида населения Лесото на 2020 год

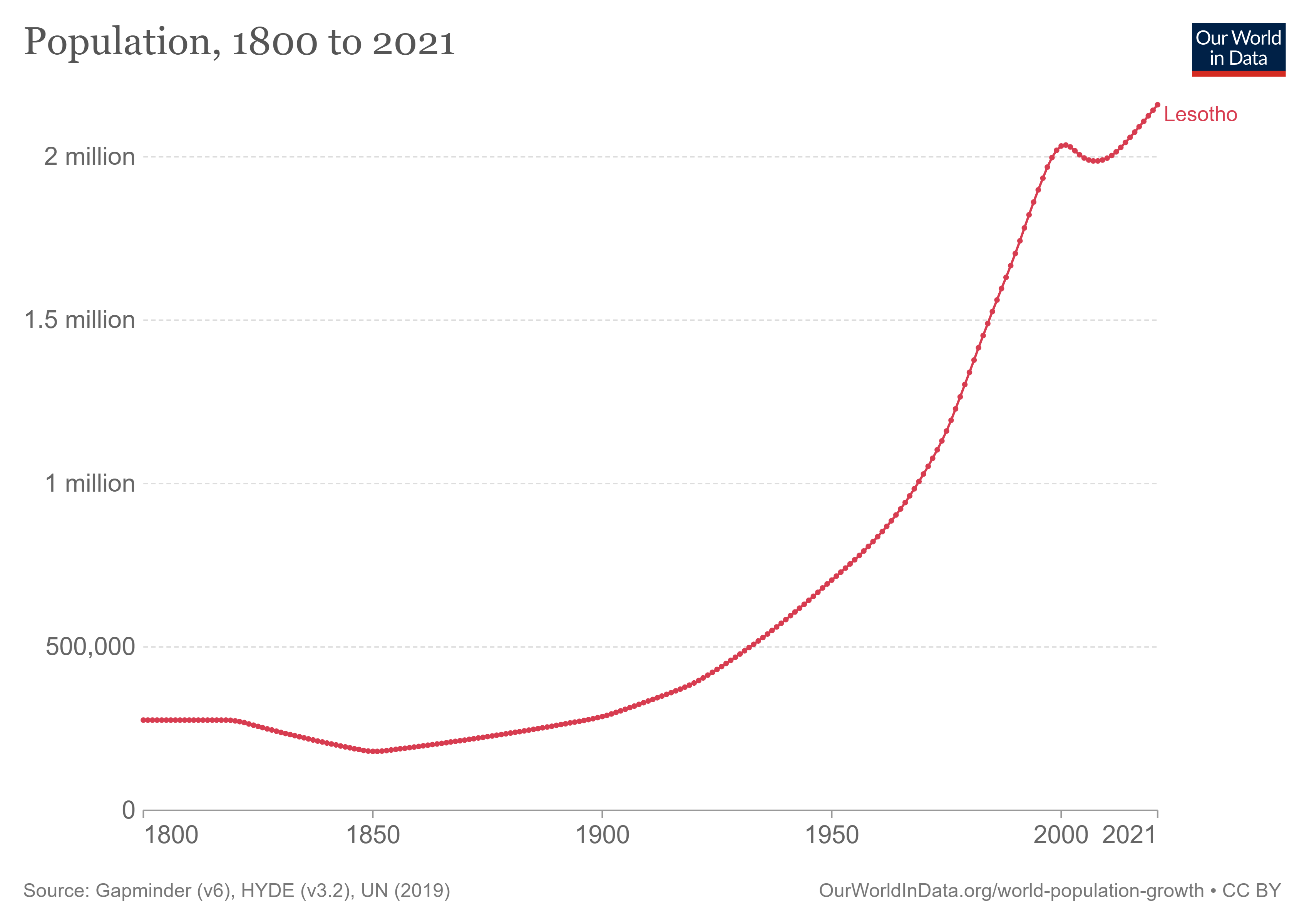
История роста населения в Лесото

Лесото стало независимым государством начиная с 1966 года. С тех пор подавляющее большинство населения представляет народ басуто.
Согласно данным переписи населения 2016 года общая численность населения Лесото составляет 2 007 201 человек. Из них 31,7 % населения живут в городах и 68,3 % в сельской местности. В столице Масеру проживает более половины всего городского населения. Средняя плотность населения в стране — приблизительно 66,1 человека на км².
Хотя большинство населения (56,2 %) находится в возрасте от 15 до 64 лет, ежегодный прирост населения всего 0,116 %.
Из-за СПИДа (ВИЧ) уменьшается среднегодовой прирост населения, 23,2 % населения заражены этой болезнью. Рождаемость — 24,14 на 1000 чел., смертность — 22,2 на 1000 чел.
Ожидаемая продолжительность жизни — 56,0 лет (мужчины — 51,7, женщины — 59,5). (показатели даны на 2016 г.).
98 % населения составляет народ басуто, 2 % — зулусы, европейцы и выходцы из Азии (2003). Из местных языков наиболее распространен сесото. Крупные города — Хлотсе и Мафетенг.
Лесото — один из центров трудовой миграции (главным образом в соседнюю ЮАР) на континенте.